# Вадзюк Андрій Олегович
Андрій Олегович Вадзюк — український військовик, старший сержант.

## Нагороди
- Орден «За мужність» II ступеня (4.08.2017)[1]